# عين كرمس
مدينة عين كرمس هي إحدى بلديات ولاية تيارت، تابعة لدائرة عين كرمس الجزائرية  تبعد عن مقر الولاية حوالي 58 كلم. أنشأت سنة 1912 كانت عبارة عن الفيلاج التحتاني (فرنسا) و الفيلاج الفوقاني (عرب) صنفت بلدية سنة 1957 ودائرة سنة 1992 .
يقال أنها سميت بهذا الاسم (Aïne Kermes) نظرا لوجود العديد من شجرة «الكرمة» قديما ويقال أيضا أنها لعين كانت تسمى قرمز «راس العين حاليا» ويقال أيضا les kermes أي مكان الاحتفالات ومازال الطابع العمراني الفرنسي في شوارعها القديمة (الفيلاج التحتاني).

## حي صباح
ومن أحياء عين كرمس:
- حي دالاس
- حي الأمير خالد
- حي RHP (كاسكيطات)
- حي الطريق الكبيرة
- حي لاكناب
- حي مسجد الامام مالك
- لاسيتي
- الكاستور
- حي 20 اوت
- حي العتيق
- حي قرية بورقعة
- حي شطيبو (الوئام)
- حي الباتوار
- حي 24
- حي Lsp
- باطيمات الهش
- 20 مليون

## المناخ
مناخ عين كرمس مناخ قاري ممطر بارد قارس في الشتاء وحار جاف في الصيف

## المقرات الإدارية
بنك التنمية الريفية ومقر لدائرة ومقر الحماية المدنية ومقر الأمن الوطني ومقر حماية الغابات و مستشفى 60 سرير قيد الإنجاز وعيادة متعددة الخدمات ومستوصف ومركب رياضي ومكتبة وملحقين للبلدية ونوادي لشباب

## الأعلام
- عكاشة حمزاوي
- محمد لقرع